# Parafia św. Katarzyny Aleksandryjskiej w Strojcu
Parafia św. Katarzyny Aleksandryjskiej – rzymskokatolicka parafia położona przy ulicy Długiej 18 w Strojcu (gmina Praszka). Parafia należy do dekanatu Praszka w archidiecezji częstochowskiej.

## Historia parafii
Pierwsze informacje o parafii w Strojcu pochodzą z 1458 roku. Dokumenty z XV wieku mówią również o kościele parafialnym, który służył parafianom do XVIII wieku. W 1710 roku wybudowano w Strojcu drugą świątynię. Została ona rozebrana w XIX wieku, a Strojec przyłączono do parafii w Praszce. W 1895 roku została wybudowana kaplica, która istnieje do dziś pełniąc rolę domu pogrzebowego. 20 grudnia 1980 roku, biskup Stefan Bareła ponownie powołał parafię w Strojcu, a jej pierwszym proboszczem został ksiądz Wiktor Tomzik. Kolejny proboszcz, ks. Józef Zagrzebny, uzyskał pozwolenie od ówczesnych władz wojewódzkich na budowę kościoła. Autorem projektu świątyni parafialnej był mgr inż. arch. Zygmunt Fagas z Katowic. Prace budowlane rozpoczęły się w 1985 roku i po 3 latach kościół został wybudowany. 23 września 1990 roku biskup Stanisław Nowak dokonał konsekracji nowego obiektu sakralnego. W latach 1997–1998, kolejny proboszcz wykańczał plebanię. 

## Liczebność i zasięg parafii
Parafie zamieszkuje 1777 parafian, swym zasięgiem duszpasterskim obejmuje ona miejscowości:
- Strojec,
- Brzeziny,
- Prosna,
- Rosochy,
- część Skotnicy[2].

## Proboszczowie
- ks. Zdzisław Gilski (1975–1980)
- ks. Wiktor Tomzik (1980–1983)
- ks. Józef Zgrzebny (1983–1997)
- ks. Jan Wacław Kałdon (1997–2021)
- ks. Tomasz Kanus (administrator, od 2021-07-01)[3]

## Grupy parafialne
- Ministranci,
- Róże różańcowe,
- Chór parafialny,
- Schola liturgiczna,
- Szafarze komunii,
- Organiści,
- Katecheci[1].